# تاكيس
تاكيس (باليونانية: Τάκις)‏ واسمه الأصلي باناجيوتيس فاسيلاكيس (باليونانية: Παναγιώτης Βασιλάκης)‏ هو نحات يوناني، ولد في 25 أكتوبر 1925 في أثينا في اليونان. اشتهر بأعماله في الفن الحركي، كما عرف في الفن المعاصر لدمجه عناصر من الطبيعة والفيزياء في أعماله الفنية. عاش سنواته الأولى في أحد ضواحي أثينا، وانضم لمقاومة الاحتلال النازي في أعوام 1941-1944. تنقل وعاش في عدد من الدول كالولايات المتحدة وفرنسا، ثم عاد إلى اليونان واستكمل مسيرته الفنية فيها حتى توفي. توفي تاكيس في عام 2019 عن عمر ناهز 93 عام.